# Body Worlds
Body Worlds (título alemán: Körperwelten) es una exposición itinerante de cuerpos humanos y partes del cuerpo conservados que se preparan utilizando la técnica plastinación para revelar las estructuras anatómicas internas. 
A diferencia de otras exhibiciones similares, los especímenes de esta exposición proceden del programa de donación de cuerpos, establecido en Heidelberg, Alemania, en 1982 y gestionado posteriormente por el Instituto de Plastinación (Institute for Plastination - IfP), fundado en 1993 en Heidelberg. En la actualidad, el Instituto de Plastinación cuenta con una lista de donantes de más de 13.000 personas.
La participación de los donantes en este estético, dinámico y atrayente tributo al cuerpo humano, es imprescindible. Los visitantes de BODY WORLDS buscan nuevos conocimientos y desvelar los misterios del cuerpo humano, honrando su esplendor y fragilidad desde la más profunda curiosidad, respeto y gratitud.
El principal promotor y desarrollador del proyecto es el anatomista alemán Gunther von Hagens, que es el inventor de la técnica de la plastinación a finales de 1970 en la Universidad de Heidelberg, en Alemania.

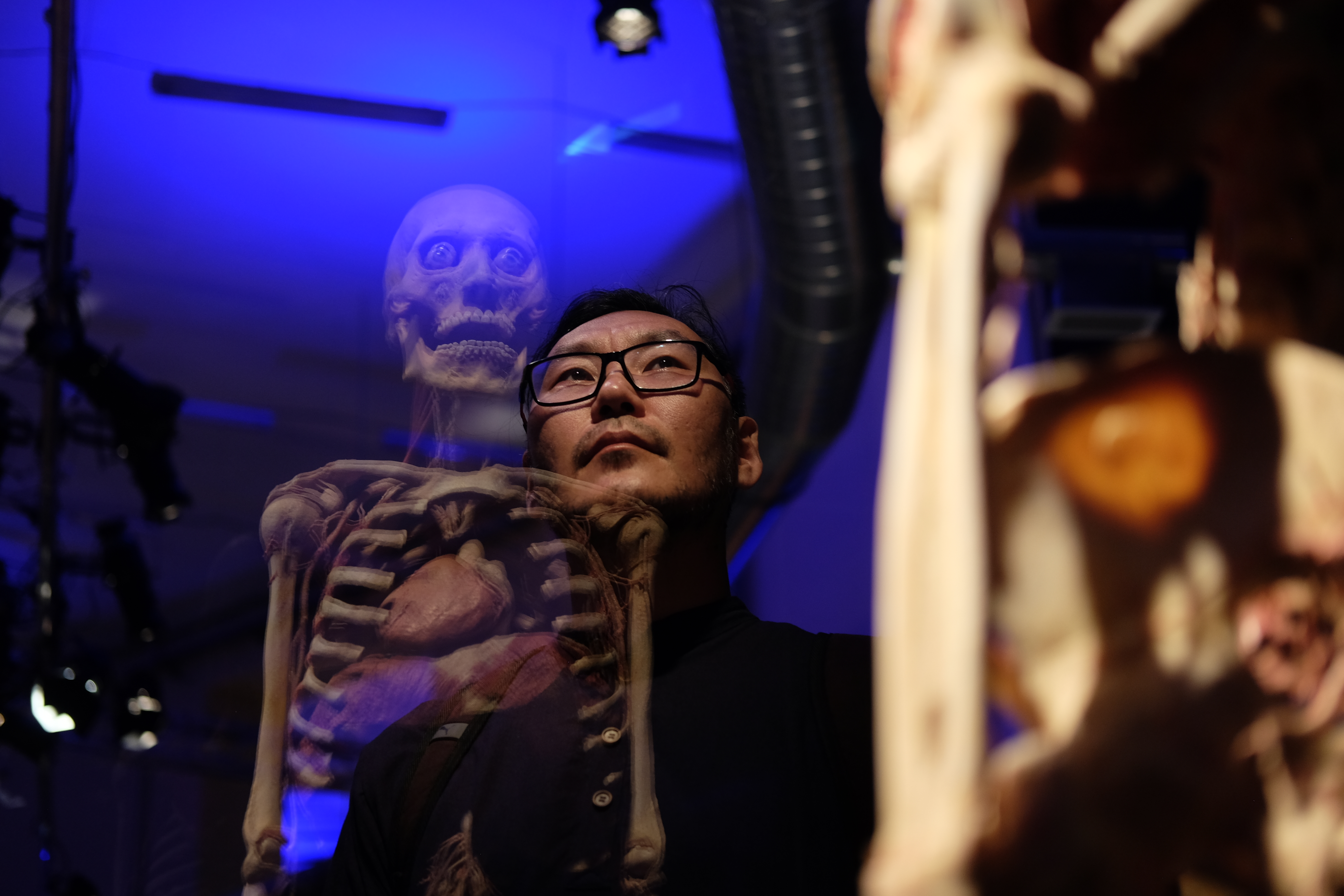